# Nannocyrtopogon nitidus
Nannocyrtopogon nitidus là một loài ruồi trong họ Asilidae. Nannocyrtopogon nitidus được Wilcox & Martin miêu tả năm 1957. Loài này phân bố ở vùng Tân Bắc giới.